# Tout pour la musique
Albums de France Gall
Paris, France
(1980) France Gall / Palais des sports
(1982)
Singles
1. Tout pour la musique
Sortie : novembre 1981
2. Amor También
Sortie : mai 1982
3. Résiste
Sortie : septembre 1981

Tout pour la musique est un album studio de France Gall sorti en 1981, avec des paroles et musique de Michel Berger.
Il a été certifié disque de platine pour plus de 400 000 exemplaires vendus en France.

## Titres
| 1.    | Tout pour la musique                | 4:48 |
| 2.    | Les Accidents d'amour               | 4:55 |
| 3.    | La Fille de Shannon                 | 3:52 |
| 4.    | La Prière des petits humains        | 5:06 |
| 5.    | Résiste                             | 4:37 |
| 6.    | Amor también (Tout le monde chante) | 2:49 |
| 7.    | Vahiné                              | 3:38 |
| 8.    | Diego libre dans sa tête            | 2:58 |
| 9.    | Ceux qui aiment                     | 4:24 |
| 37:05 |                                     |      |

## Certification
| Pays          | Certification | Date | Ventes certifiées |
| ------------- | ------------- | ---- | ----------------- |
| France (SNEP) | Or            | 1982 | 100 000           |
| France (SNEP) | Platine       | 1982 | 400 000           |

## Crédits

### Paroles et musique
- Michel Berger

### Musiciens
- Piano : Michel Berger
- Synthétiseur : Georges Rodi
- Basse : Jannick Top
- Guitares : 
  - Claude Engel, Jacky Tricoire
  - Claude Engel, Paul Breslin pour Tout pour la musique et Résiste
- Percussions : Jean-Paul Batailley
- Batterie : 
  - Simon Phillips
  - Claude Salmieri (pistes 1 & 2)
- Saxophone : Patrick Bourgoin
- Trompette : Tony Brenes
- Trombone : Jacques Bolognesi
- Arrangement quatuor : Michel Bernholc pour La Fille de Shannon
- Chœurs : Michel Berger, France Gall, Jean-Pierre Janiaud, Richard Lable, Claude Puterflam

### Production
- Producteur : Michel Berger
- Collaboration artistique : Jean-Pierre Janiaud
- Prise de son et mixage : Jean-Pierre Janiaud assisté d’Olivier do Espirito Santo
- Enregistrement : studio Gang (Paris, 5e arr.)
- Éditeurs : 
  - Éditeur d’origine : Éditions Colline
  - Droits transférés aux Éditions Apache France
- Album original : 33 tours / LP Stéréo  Atlantic / WEA 50857 sorti le 10 décembre 1981
- Photographies : 
  - Recto verso pochette : Dominique Issermann
  - Intérieures : Dominique Issermann, Serge Kachintzeff (noir et blanc)
- Première édition en CD  : WEA Music 2292-42155-2 sorti le 15 novembre 1990 — Photographies : Dominique Issermann, Serge Kachintzeff (noir et blanc)

## Autour de l’album
- Tous libres dans leur tête : la chanson Diego libre dans sa tête sera notamment reprise par Michel Berger (album Voyou, 1983), Johnny Hallyday, sur scène (album live Dans la chaleur de Bercy, 1990) et Véronique Sanson (album D'un papillon à une étoile, 1999).
- Diego libre dans sa tête dénonce la répression exercée par les dictatures d'Amérique latine comme celle du général Pinochet. Diego représente dès lors l'un de ces milliers d'opposants à un régime dictatorial et qui se vit jeter en prison « pour quelques mots qu'il pensait si fort »[5].